# Jeremy Bloom
Jeremy Ryan Bloom (født 2. april 1982) amerikansk freestyle skiløber og tidligere professionel amerikansk fodbold-spiller fra USA, der spillede for de professionelle NFL-hold Pittsburgh Steelers og Philadelphia Eagles. Han spillede positionen wide receiver.
Han har vundet VM i freestyle skiløb tre gange deltaget ved Vinter-OL 2 gange, nemlig i 2002 og 2006. Efter at have stoppet sin NFL-karriere i 2008 forsøgte han at komme med til Vinter-OL 2010, men trak sig alligevel  tilbage inden OL 2010